# Roger Perelman
Pour les articles homonymes, voir Perelman.
Roger Perelman (né le 19 juillet 1922 à Varsovie et mort le 23 juillet 2008 dans le 13e arrondissement de Paris) est un pédiatre français, survivant d'Auschwitz.

## Biographie

### Un immigré juif
Boruch Perelman naît le 19 juillet 1922 à Varsovie en Pologne (son prénom sera plus tard francisé en Roger), fils de Chaskiel (né en 1890) et Chawa (née en 1900), cadet de Berthe (née en 1920, d'abord prénommée Basia Elka). Son père émigre en 1923 à Paris, où il est rapidement engagé chez un tailleur réputé. Il y fait l'objet d'un arrêté d'expulsion, mais un des clients qu'il habille est Horace de Carbuccia, « propriétaire de Gringoire, hebdomadaire d'extrême droite xénophobe et antisémite très lu tout au long des années 1930, qui s'illustra dans la collaboration active durant l'occupation allemande. Ce personnage influent fit régulariser rapidement la situation de mon père ; il lui était sans doute apparu plus important de conserver son tailleur personnel que de laisser un expulser un étranger, fût-il juif de surcroît ».
En avril 1924, le reste de la famille rejoint son père Chaskiel à Paris. En 1925, Berthe et Roger ont une sœur, Rachel, dont le jumeau Jules meurt à six mois. La famille habite jusqu'en 1930 cité Lepage dans le 19e arrondissement. Elle déménage ensuite au 67 rue Rochechouart dans le 9e. Les enfants parlent avec leurs parents en yiddish. La famille n'est pas pratiquante.
Le jeune homme fréquente le Yiddisher Arbeter Sport Club (« club sportif du travailleur juif ») à l'époque du Front populaire et de la guerre d'Espagne, et c'est là, rapportera-t-il, que se forge sa conscience politique et son engagement à gauche.

### Une victime de laRafle du Billet vert
Alors élève en maths sup', Roger Perelman mène des études brillantes au lycée Condorcet depuis 1938 quand il reçoit le 13 mai 1941 une convocation au commissariat de police, pour « examen de sa situation » - il s'agit en fait de ce qu'on appellera plus tard la « rafle du billet vert », convocation envoyée à 6 500 Juifs polonais, tchécoslovaques et autrichiens de Paris. En tant que Juif étranger, Roger Perelman est interné au camp de Pithiviers, avant d'être affecté à une ferme d'Oinpuis, dont il s'échappe. Il vit alors dans une semi-clandestinité. En juillet 1942, sa mère Chawa fuit en zone libre avec sa sœur Rachel et quatre autres personnes. Lorsque le groupe traverse la Saône, une patrouille allemande les repère et leur tire dessus. La barque chavire, et Chawa et un couple se noient,.
En octobre 1943, alors qu'il est directeur d'un cours privé à Nice sous la fausse identité de « Périer », Roger Perelman est dénoncé. Il est arrêté par la Gestapo, torturé, puis conduit à Drancy.
Le 28 octobre 1943, il est déporté avec le convoi no 61 à Auschwitz. Affecté avec une quarantaine d'autres déportés venus par ce convoi aux mines de charbon de Janina, à une vingtaine de kilomètres du camp principal, il en sera, lors de son évacuation en janvier 1945, l'un des deux seuls survivants.
À son retour à Paris, le 3 août 1945, il retrouve son père puis ses sœurs. « La plus grande partie de notre famille vivant en France avait disparu, ceux de Pologne étaient probablement morts, beaucoup d'amis n'étaient plus ».
Après guerre, il refuse tout dédommagement financier, déclarant à ce sujet : « Je ne voudrais pas qu’un Allemand ait le sentiment d’être quitte avec moi ».

### Un pédiatre de renom
De retour à Paris, Roger Perelman reprend ses études et devient médecin. Naturalisé français en 1948, il fait six mois de service militaire en 1950. Il devient chef de clinique en pédiatrie en 1958. Il « se fait remarquer par quelques grands professeurs de l'époque, comme Robert Debré ou Thérèse Bertrand-Fontaine (qui devint, avant-guerre, la première femme médecin des Hôpitaux de Paris). Auteur de plusieurs manuels universitaires qui se vendront à des centaines de milliers d'exemplaires, il termine sa carrière, de 1975 à 1988, comme chef du service de pédiatrie générale à l'hôpital Jean-Verdier de Bondy (Seine-Saint-Denis) ».

### Un témoin d'Auschwitz
Bien que sentant en lui « l'héritage d’Auschwitz », Roger Perelman garde le silence sur cet éprouvant épisode de sa vie durant soixante ans.
En février 2008, il publie son autobiographie, Une vie de juif sans importance. Il y revient sur ce qu'il a vécu en Pologne, dont jusqu'alors il n'a jamais voulu parler, ni à sa femme, ni à ses enfants, ni à ses amis. Il n'appartient à aucune association de déportés et n'est jamais retourné à Auschwitz, mais à la fin de son livre, où il espère en conclusion recevoir la mort « sans angoisse », il désire « être alors incinéré, et que mes cendres soient répandues sur cette terre d'Auschwitz où j'ai tant souffert ; ma place est là, je le crois, tout comme celle des marins morts est dans la mer ».

### Mort
Roger Perelman meurt le 23 juillet 2008, dans le 13e arrondissement de Paris, des suites d'un accident.

## Hommage posthume
À sa mort, le président de la République Nicolas Sarkozy salua la mémoire de celui qui fut « considéré par ses maîtres comme l’un des meilleurs de sa génération », « une des plus belles figures de la médecine hospitalo-universitaire française », « grand enseignant, puits d’érudition et de science, médecin d’enfants au sens le plus noble du terme ».
La classe de première qu'il fréquenta au lycée Condorcet porte son nom depuis le 31 mai 2005.

## Publication
- Une vie de juif sans importance, autobiographie de Roger Perelman, éditions Robert Laffont, février 2008.  (ISBN 978-2-221-10979-3)